# Sainte Nonne
Sainte Nonne, connue aussi sous le nom de Mélarie de Dirinon, fait partie des saints bretons plus ou moins mythiques de l'Armorique, non reconnus officiellement par l'Église catholique. Elle est la mère de saint David.

## Hagiographie
Ne pas confondre sainte Nonne avec saint Nonna honoré surtout à Penmarc'h (Finistère), mais aussi dans d'autres localités du Finistère actuel.
Son vrai nom est Mélarie mais, parce qu'elle entra toute jeune dans un monastère de filles (de nonnes), on a pris l'habitude de l'appeler : Nonne.
Sainte Nonne, d'origine galloise, est la fille de Cynyr de Ménévie (Mynyw) selon le Bonedd y Saint, ainsi que la mère de saint David. Elle se serait retrouvée enceinte après avoir été violée par Ceredig (dit aussi Xanthus), et se serait réfugiée en Bretagne dans la forêt de Talarmon (qui recouvrait alors la majeure partie de la région de Landerneau) ; elle aurait donné naissance à saint David « sur un rocher qui s'amollit comme de la cire pour former un berceau au nouveau-né ». Elle aurait vécu le reste de sa vie à Dirinon (Finistère) où se trouve son gisant. L'église Sainte-Nonne de Dirinon lui est consacrée, ainsi que la chapelle Sainte-Nonne voisine. Selon une autre version, tout en étant toujours la mère de saint Dewi, elle serait l'épouse de Goedelic, chef d'un puissant clan de Cornouailles, mais aurait été bannie pour s'être trouvée enceinte hors mariage et aurait accouché par une terrible tempête en 520.

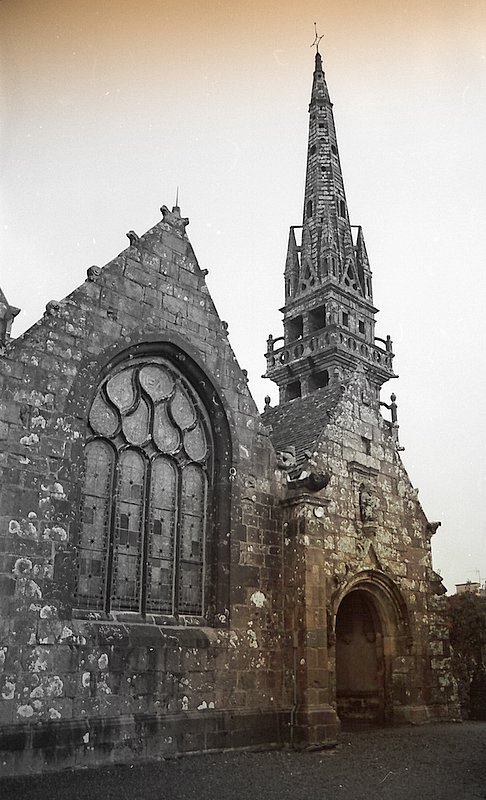
Église Sainte-Nonne à Dirinon.
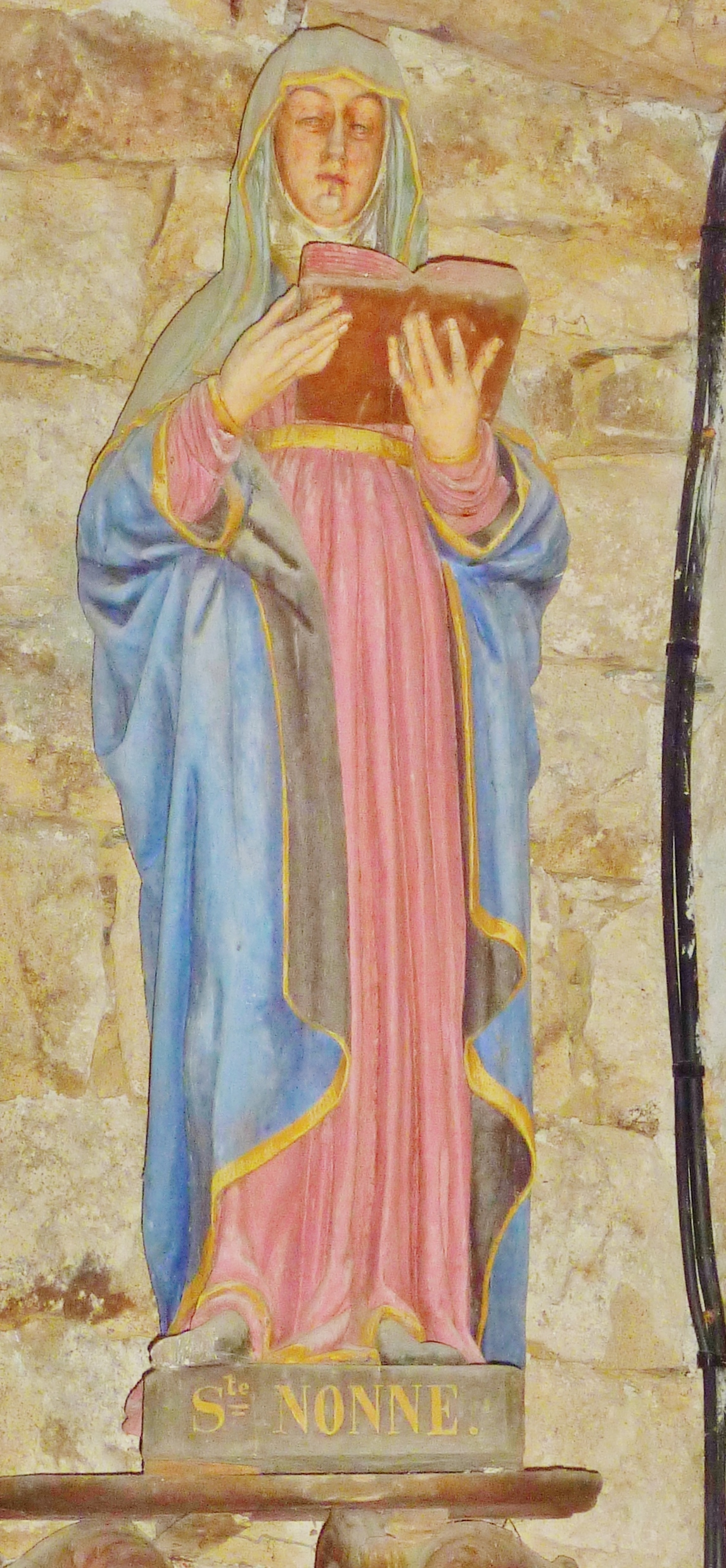
Statue de sainte Nonne, église de Dirinon.
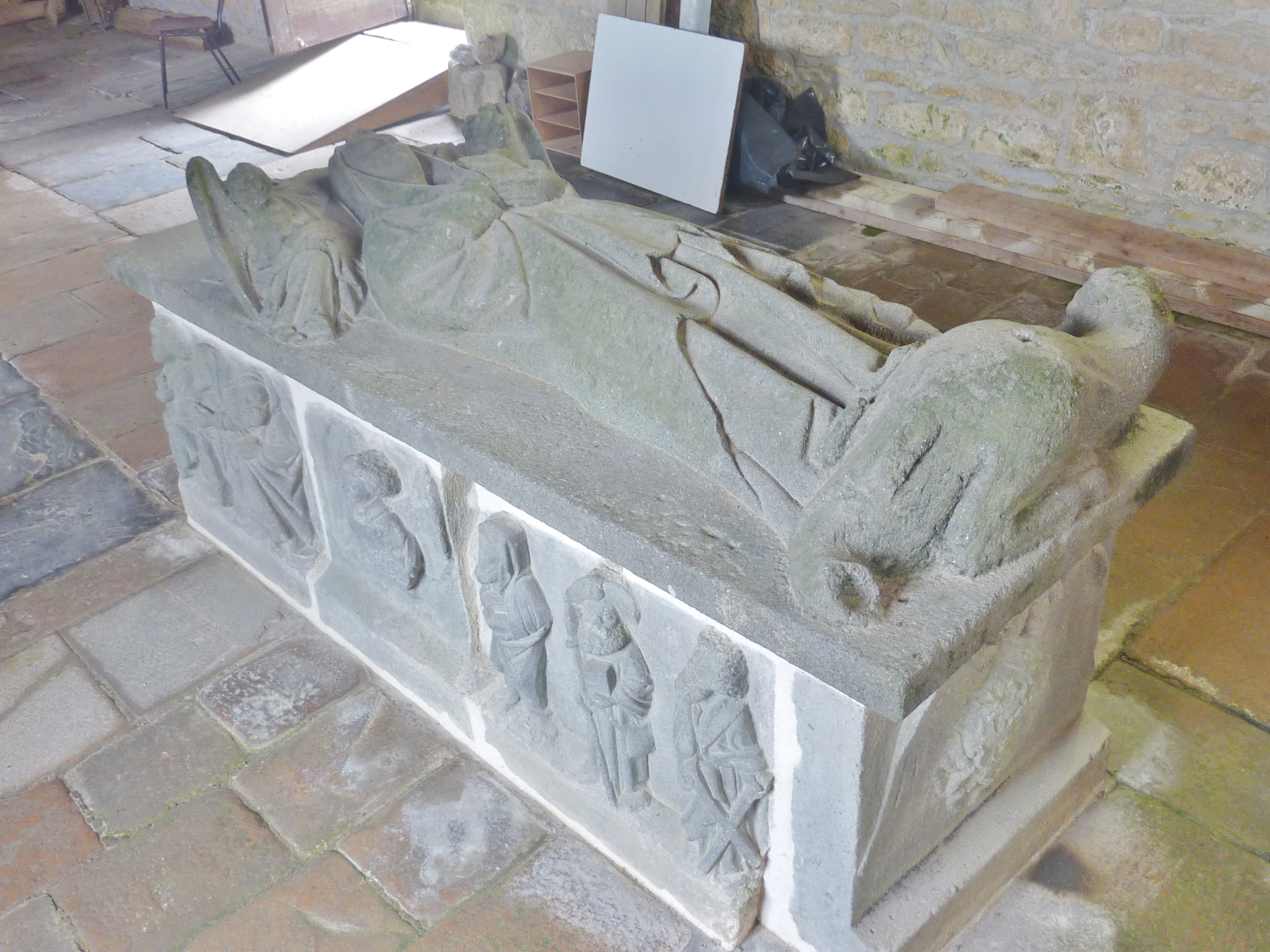
Gisant de sainte Nonne (vers 1450), dans la chapelle Sainte-Nonne à Dirinon.
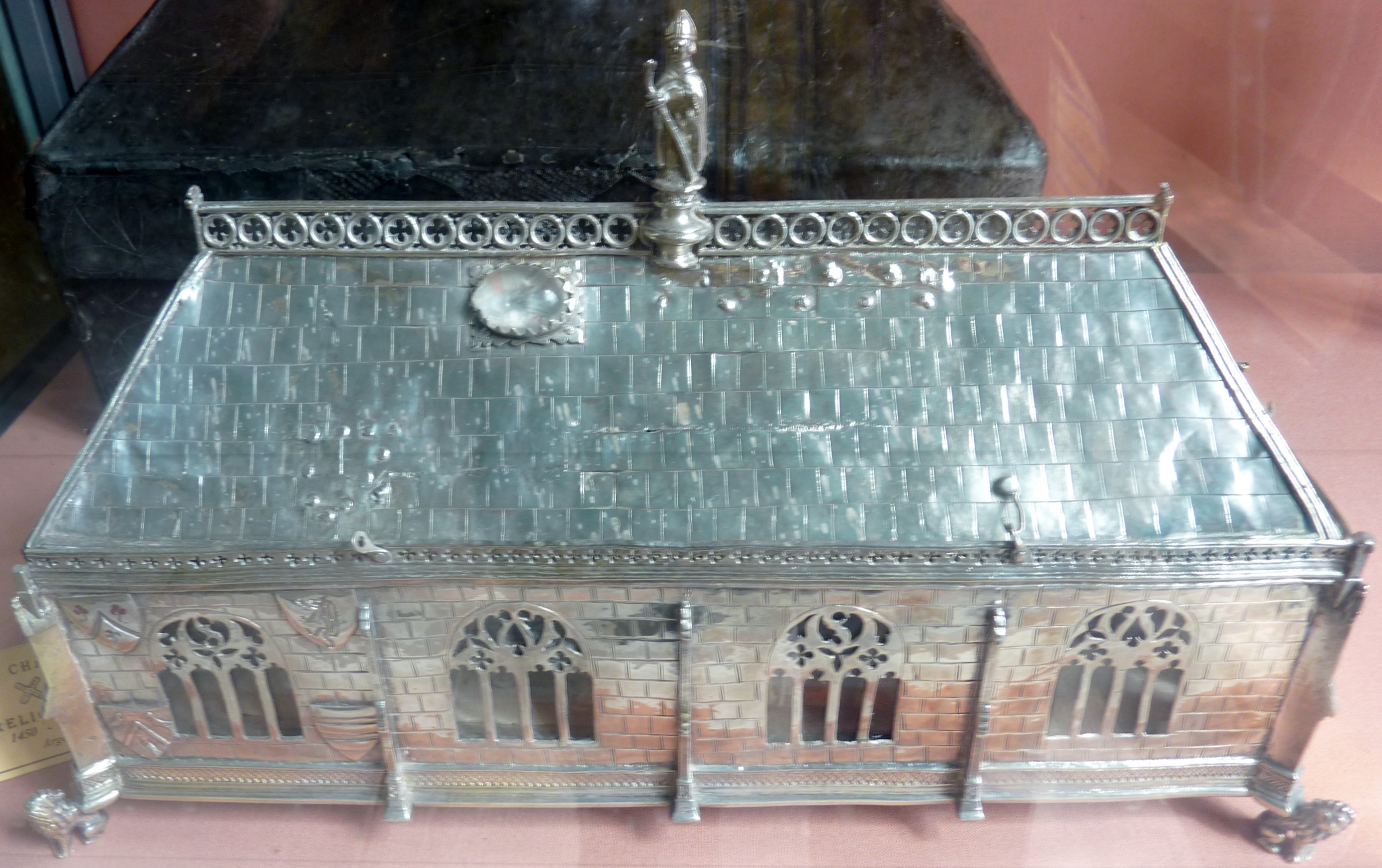
Reliquaire en argent de sainte Nonne, église de Dirinon.
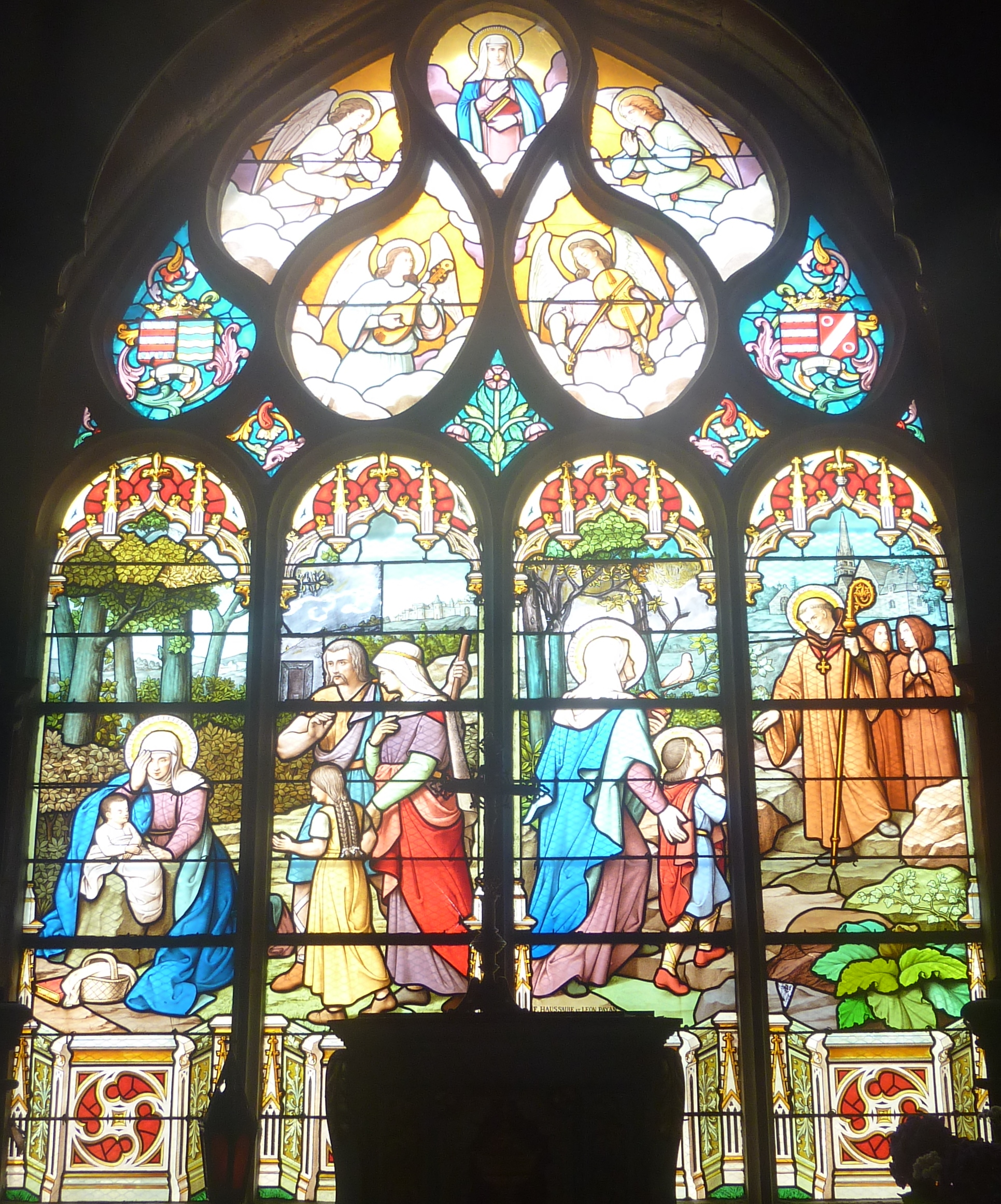
Vitrail représentant deux épisodes de la vie de sainte Nonne et de son fils saint Divy, 1903, église de Dirinon.
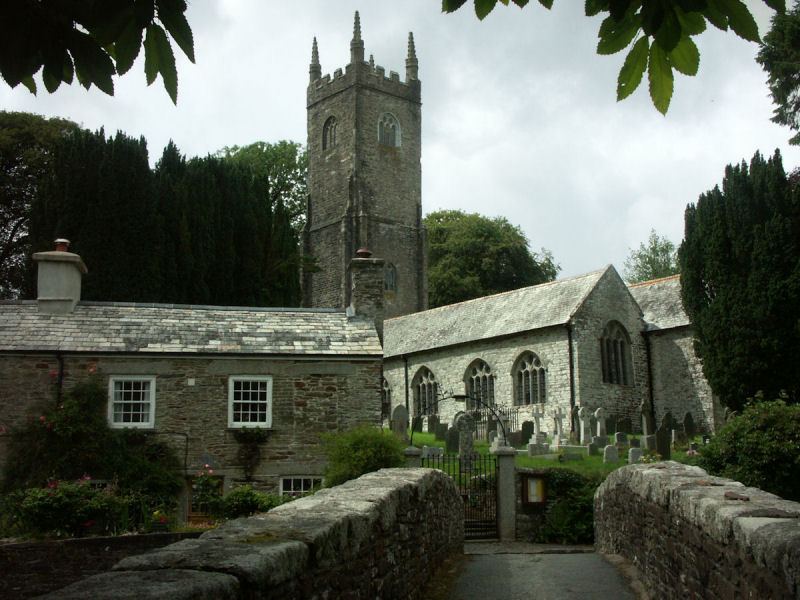
Église Sainte-Nonne d'Altarnun, comté de Cornouailles, Angleterre.

## Unmystèrebreton duMoyen Âge: laVie de sainte Nonne
La Vie de Sainte Nonne (Buhez santez Nonn) est l'un des rares monuments de la littérature ancienne en langue bretonne. C'est un manuscrit du XVIe siècle (Bibliothèque nationale de France, ms. celt.basq. 5), sur papier, découvert à Dirinon en 1834 par l'abbé Marzin, secrétaire de l'évêque de Quimper, et publié en 1837 par l'abbé Sionnet, accompagné d'une traduction par Legonidec. Mais le texte du mystère a été composé en langue bretonne antérieurement au XIIe siècle.
Le poème, sous forme de drame et précédé d'un prologue, raconte la vie de sainte Nonne, les miracles qui s'opérèrent sur son tombeau, l'épiscopat et la mort de saint Divy, et évoque d'autres personnages comme Ambrosius Aurelianus, saint Patrice et saint Gildas. L'auteur, anonyme, a commis des anachronismes, plaçant le récit en pleins société féodale du XIIe siècle alors que sainte Nonne a vécu à la fin du Ve siècle et au début du VIe siècle.

## Son culte et ses traces dans la Bretagne actuelle
- Église Sainte-Nonne de Dirinon à Dirinon (Finistère).
- Buhez santez Nonn ou Vie de sainte Nonne et de son fils saint Devy est un mystère en langue bretonne composé avant le XIIe siècle et publié en 1837 par l'abbé Simonnet[8].

## Liens
- Notices dans des dictionnaires ou encyclopédies généralistes :   - Dictionary of Welsh Biography
  - Oxford Dictionary of National Biography
- Notices d'autorité :   - VIAF
  - LCCN
  - WorldCat